# 510-talet

## Händelser
- 511 – Det frankiska riket delas mellan Klodvig I:s fyra söner: Austrasien (nordöstra Frankrike och en del av Tyskland), Neustrien (nordvästra Frankrike), Burgund och Akvitanien (Gascogne).
- 29 juni 512 – En solförmörkelse antecknas av Marcellinus Comes.
- 516 – Detta år utkämpas, enligt Annales Cambriae, slaget vid Badon, då de keltiska britterna besegrar saxarna.
- 519 – Cerdic blir kung av Wessex.

## Födda
- 516 – Athalaric, ostrogotisk kung.

## Avlidna
- 516 – Gundobad, kung av Burgund.
- 9 juli 518 – Anastasios I, kejsare av Bysantinska riket.